# Aprószentek

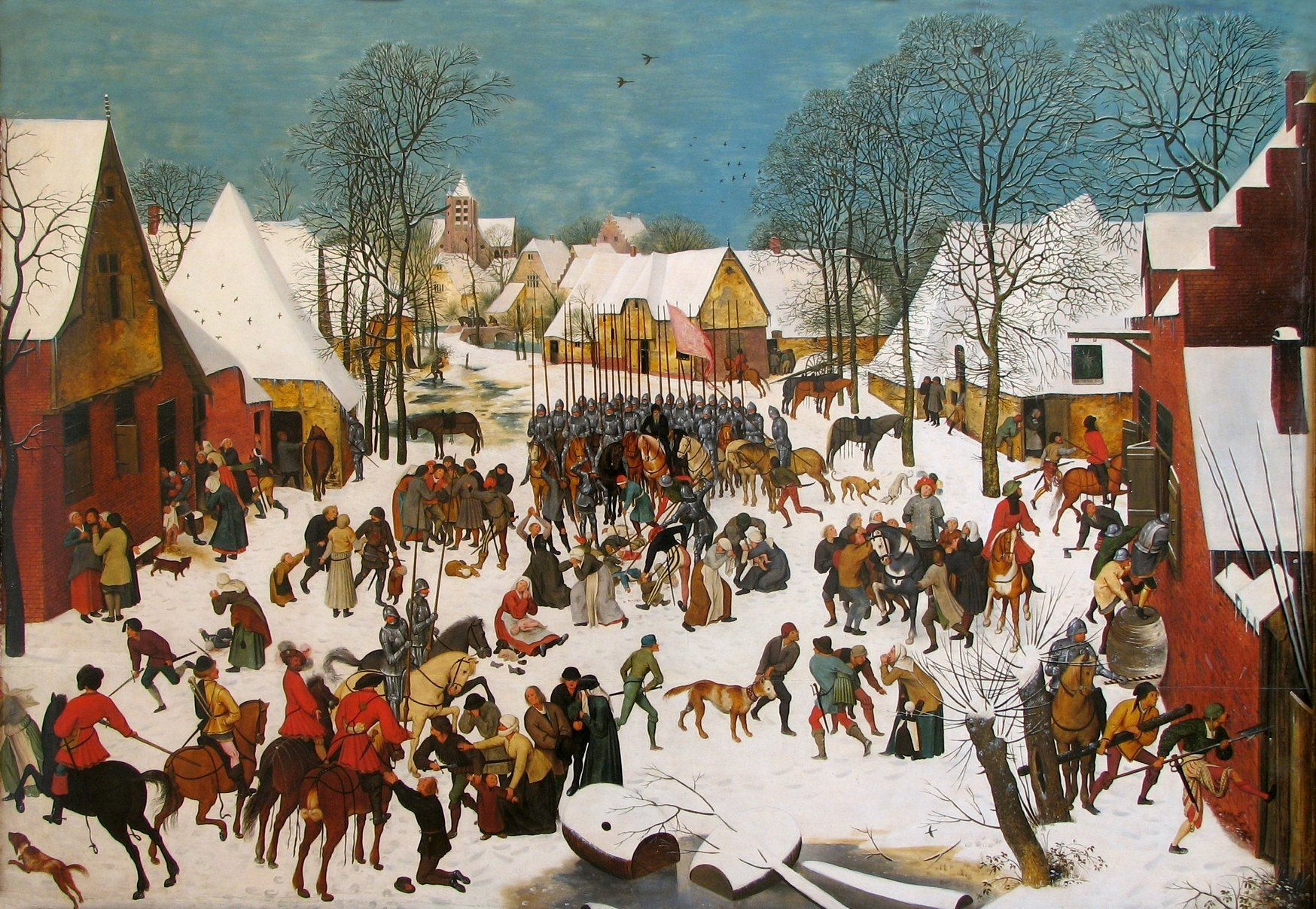
Pieter Brueghel: Ártatlanok mészárlása (1586–1590)

Aprószenteknek az újszövetségi hagyomány szerint Heródes által Jézus születése után lemészároltatott két év alatti fiúgyermekeket nevezik a katolikus keresztények. Ünnepüket karácsonyt követően, december 28-án tartják.
Heródes életrajzírói és a modern bibliakutatók többsége kitalált történetnek tartja a Máté evangéliumában található betlehemi gyermekmészárlást.

## Az evangéliumi történet
„Amikor Heródes látta, hogy a bölcsek túljártak az eszén, nagy haragra lobbant, elküldte embereit, és megöletett Betlehemben és annak egész környékén minden kétesztendős és ennél fiatalabb fiúgyermeket, annak az időpontnak megfelelően, amelyet pontosan megtudott a bölcsektől. Ekkor teljesedett be az, amit Jeremiás prófétált: „Hang hallatszott Rámában, nagy sírás és jajgatás. Ráhel siratta gyermekeit, és nem akart megvigasztalódni, hogy már nincsenek.”” 

## A keresztény hagyomány
Az aprószentek története Máté evangéliumának második fejezetében olvasható. Eszerint Heródes a napkeleti bölcsektől megtudta, hogy azok a „zsidók újszülött királyát” keresik, aki – mint írástudói segítségével kiderítette – Betlehemben fog megszületni. Hogy az újszülöttet elveszejthesse, Heródes a bölcseket megbízta, hogy miután megtalálták őt, menjenek vissza palotájába, és jelentsék neki. Ám azok álmukban „jelenést” láttak, amelyben arra figyelmeztették őket, hogy ne térjenek vissza Heródeshez, és ők eszerint cselekedtek. Eltávozásuk után Józsefnek, Jézus nevelőapjának is megjelent álmában egy angyal, azzal az üzenettel, hogy családjával meneküljön Egyiptomba. Ezek után a haragra gerjedt Heródes minden két éven aluli fiúgyermeket megöletett Betlehemben és környékén, hogy biztos legyen abban, a „zsidók újszülött királya” nem marad életben.
A görög hagyomány 14 ezer legyilkolt kisdedet állít, míg a szíriai hagyomány 64 ezret. Kopt források szerint 144 ezren voltak és az esemény december 29-én történt. Mások szerint ez az akkori népességi adatok ismeretében akár ezerszeres túlzás is lehet.
A 20. század eleji angol nyelvű Catholic Encyclopedia (Katolikus Enciklopédia) elismerte, hogy Betlehem túl kicsi város volt ahhoz, hogy ilyen számokat közöljenek, és az áldozatok számát 6-20 gyermekre csökkentették a városban, és ehhez még egy tucatnyi gyermekáldozatot adtak a környező településekre vonatkozóan.
A gyermekmészárlás áldozatait nevezi a magyar nép aprószenteknek (latin „innocentes martyres” = „ártatlan vértanúk”), és december 28-át aprószentek napjának tekinti.

## Ehhez az ünnephez kapcsolódó szokások
Aprószentek napjának Európa-szerte jellegzetes szokása a vesszőzés (amelyet Magyarország egyes vidékein aprószentekelésnek, odoricsolásnak, suprikálásnak, csapulásnak stb. is neveznek). Ilyenkor a fiúk házról házra járva bőség-, egészség- és szerencsekívánó mondókákat adnak elő, és szertartásosan megvesszőzik a lányokat. A vessző lehet termőág, fűzfavessző vagy korbács.

## Kritika
A történet csak Máté evangéliumában található meg.
Máté evangéliumának írója legalább ötven évvel Jézus halála után írta meg a történteket. Könyve számos helyen a korábban íródott Márk evangéliumából idéz. Majd szinte szóról-szóra másolta Márk evangéliumát és kibővítette azt Jézus családfájával.
Márk evangéliuma egyetlen szóval sem említi a betlehemi gyermekmészárlást, ahogy a többi evangélium sem. Nem említik Nikolaosz Damaszkénosz fennmaradt művei sem (aki Heródes személyes barátja volt), sem Iosephus Flavius A zsidók története című művében, annak ellenére, hogy ő feljegyezte Heródes gaztetteit, köztük három saját fia meggyilkolását.
Tekintettel arra, hogy nincs más független megerősítés, hogy az esemény valaha is megtörtént, sok bibliatudós úgy véli, hogy Heródes rossz hírneve ihlette a történetet, illetve az, hogy Máté evangéliumának írója a gyermekgyilkossági történetével Jézust akarta még különlegesebb alakként feltüntetni, hogyan védi meg a mennyei Atya a készülő szörnyűségtől. A történet erősen emlékeztet az ószövetségi gyermek Mózes sztorijára: az egyiptomi fáraónak az izraelita gyermekek megölésére tett kísérletére és ahogy Mózes anyja a gyermekét isteni védelemre bízta és ő megmenekült.